# Heteromesus drachi
Heteromesus drachi är en kräftdjursart. Heteromesus drachi ingår i släktet Heteromesus och familjen Ischnomesidae. Inga underarter finns listade i Catalogue of Life.